# Sepioloidea lineolata
Sepioloidea lineolata je vrsta sipe, ki prebiva v južnem delu Indopacifika ob južnih, vzhodnih in zahodnih obalah Avstralije. Najdemo jo predvsem na peščenem dnu in ob področjih morske trave do globine 20 m.
V dolžino zraste do 7 cm. Po telesu kroglaste oblike bele barve poteka vzorec rjavih do črnih črt, vendar lahko spremeni barvno ozadje v temno rjavo-vijolično barvo. Zgornja veka je obarvana rumeno. Na vsaki strani telesa ima po en ovalen izrastek. Na spodnji strani glave in telesa so številne majhne žleze, ki izločajo sluz.
Podnevi počiva zakopana v pesek, ponoči pa lovi majhne rake in ribe. Ob ogroženosti iztegne vse lovke in prične izločati velike količine sluzi. Svarilna obarvanost nakazuje, da je ta vrsta sipe morda strupena, strup pa naj bi se nahajal predvsem v izločeni sluzi. Poleg sipe vrste Metasepia pfefferi in modroobročkastih hobotnic bi bila sipa tako ena od redkih vrst strupenih glavonožcev.
Samica izleže bela jajčeca okrogle oblike v špranje, pod lupine školjk ipd. Ob izvalitvi so potomci že svarilno obarvani.
Dotična vrsta sipe nima komercialnega pomena za človeka.